# Districtul Fürth
Districtul Fürth este un district rural (germană: Landkreis) din regiunea administrativă Franconia Mijlocie, landul Bavaria, Germania.

## Orașe și comune
| orașe 1. Langenzenn (10.623) 2. Oberasbach (17.001) 3. Stein (13.905) 4. Zirndorf (25.134) comune (târg) 1. Ammerndorf (2.142) 2. Cadolzburg (10.143) 3. Roßtal (10.016) 4. Wilhermsdorf (5.073) | comune 1. Großhabersdorf (4.271) 2. Obermichelbach (2.884) 3. Puschendorf (2.238) 4. Seukendorf (3.144) 5. Tuchenbach (1.162) 6. Veitsbronn (6.300) |

1. 1 2 3  GeoNames